# 田中大誠
田中 大誠（たなか ひろみ、1988年7月28日 - ）は日本の男子ボート選手（ローイング選手）。和歌山県出身。
和歌山県立和歌山北高等学校、早稲田大学スポーツ科学部卒業。2009年にチェコで開催された世界U23ボート選手権の男子軽量級舵手無しフォアで銀メダルを獲得した。世界U23ボート選手権での日本のメダル獲得は初めてであった。